# Henrietta Ónodi
Henrietta Ónodi (Békéscsaba, 22 maggio 1974) è un'ex ginnasta ungherese.

## Palmarès

### Olimpiadi
- 2 medaglie:
  - 1 oro (Barcellona 1992 nel volteggio)
  - 1 argento (Barcellona 1992 nel corpo libero)

### Mondiali
- 3 medaglie:
  - 1 oro (Parigi 1992 nel volteggio)
  - 2 argenti (Indianapolis 1991 nel volteggio; Parigi 1992 nel corpo libero)

### Europei
- 4 medaglie:
  - 1 oro (Bruxelles 1989 nelle parallele asimmetriche)
  - 3 bronzi (Bruxelles 1989 nel corpo libero; Atene 1990 nell'all-around; Atene 1990 nel corpo libero)

### Coppa del Mondo
- 4 medaglie:
  - 1 oro (Bruxelles 1990 nel volteggio)
  - 1 argento (Bruxelles 1990 nel corpo libero)
  - 2 bronzi (Bruxelles 1990 nell'all-around; Bruxelles 1990 nelle parallele asimmetriche)